# Уоррен (округ, Миссури)
Округ Уоррен (англ. Warren County) — округ штата Миссури, США. Население округа на 2009 год составляло 31 485 человек. Административный центр округа — город Уоррентон.

## История
Округ Уоррен основан в 1833 году.

## География
Округ занимает площадь 1118.9 км2.

## Демография
Согласно оценке Бюро переписи населения США, в округе Уоррен в 2009 году проживало 31 485 человек. Плотность населения составляла 28.1 человек на квадратный километр.